# 羅源漢
罗源汉（1707年—1782年），字南川，号方城，湖南长沙人。清朝政治人物、书法家。

## 生平
雍正十一年（1733年）进士，选翰林院庶吉士，散馆授编修，历典广西、浙江乡试。历官順天府府尹、大理寺卿等职。官至工部尚书。工诗文，善书法。卒年七十五。